# 도솔가무
도솔가무(兜率歌舞)는 한국의 전통 무용이다.
<삼국사기>와 <삼국유사>에 보면 도솔가(무)는 신라 제3대 유리왕 때에 생긴 것으로 기록되었는데, 이에 관해서는 여러 설이 있다. 그 중 지금 남방에서 들을 수 있는 농악의 옛 형태인 두레노래의 하나로, 도솔가는 <제산가(祭神歌)>라는 설과 하나의 균제(均齊)된 '가무악'으로 형식화되어 '민속환강(民俗歡康)'을 송축하는 공적 규모의 신사의식가무(神事儀式歌舞)였다고 보는 설 등이 유력하다.